# カルト問題キリスト教連絡会
カルト問題キリスト教連絡会（カルトもんだいキリストきょうれんらくかい）は、日本国のキリスト教主要6教派が設立した組織である。
1986年（昭和61年）から「統一原理問題全国連絡会」を組織していた日本基督教団は、世界基督教統一神霊協会（統一教会）問題は、キリスト教界全体が関わる問題であることして、カトリック中央協議会、日本聖公会、日本福音ルーテル教会、日本バプテスト連盟及び在日大韓基督教会に呼び掛け、2003年（平成15年）10月に前述の6教派による「統一協会問題キリスト教連絡会」が発足した。2015年（平成27年）10月には、同様の問題は統一教会に留まらないとして、名称を「カルト問題キリスト教連絡会」と変更した。同会は、各参加教派相談窓口に寄せられた相談事例を検証・検討することで「さまざまな議論のある団体」について注意を喚起し、また被害を未然に防ぐための予防策を提案している。
日本基督教団統一原理問題全国連絡会は、統一教会の実態、その犠牲にならないためのポイント、万が一入信してしまった時のケア、各地の相談窓口紹介等について解説する生徒・学生向け小冊子『これが素顔!』を発行し、教団傘下の教会並びにキリスト教主義の学校等に頒布していたが、統一協会問題キリスト教連絡会発足後は同会がこれを引き継ぎ、配布先も6教派の関係先に拡大した。2020年（令和2年）11月1日には、統一教会のみならず「さまざまな議論のある団体」についての情報も加えた改訂版小冊子『カルトって知ってますか?』を発行した。
同会が「さまざまな議論のある団体」を「カルトの代表例」として明示した12例は次のとおりである。
- 「世界平和統一家庭連合」- 朝鮮人の文鮮明が創立した教派[18]。
- 「アガペーチャペル」- 朝鮮人の卞在昌が創立した教派[19][20]。
- 「摂理（JMS、モーニングスター）」- 朝鮮人の鄭明析が創立した教派[21][22]。
- 「ヨハン（淀韓）キリスト教会」- 朝鮮人の金圭東が創立した教派[20]。
- 「タラッパン（多楽房）」- 朝鮮人の柳光洙が創立した教派[23]。
- 「張在亨グループ」- 朝鮮人の張在亨が創立した教派[24]。
- 「CTFワールド（天宙聖法真の王国連合）」- 中山芳子が創立した、統一教会の分派[25][26]。
- 「新天地（新天地イエス教証拠幕屋聖殿）」- 朝鮮人の李萬熙が創立した教派[27]。
- 「禹グループ」- 朝鮮人の禹明植が創立した、統一教会の分派[28]。
- 「「救援派」系列」- 朝鮮人の權信燦が創立した教団「キリスト教福音浸礼会」とその分派[29]。

「神様の教会世界福音宣教協会」- 朝鮮人の安商洪が創立した教団「神様の教会」の分派。
- 「統一協会の分派[注 2]」

## 脚註

### 註釈
1. ↑  日本国政府が発行する『宗教年鑑』によると、統一協会問題キリスト教連絡会に参加した6教派の合計信者数は、同国内のキリスト教総信者数の7割に及ぶ[1]。
2. 1 2  日本国政府や同国の報道機関の大半が世界基督教統一神霊協会の略称もしくは世界平和統一家庭連合の旧称を略記する場合には「統一教会」を用いるが、カルト問題キリスト教連絡会に参画している各教派はそれについて「協会」の字を当て「統一協会」としている[3][4][5][6]。